# Francisco Aguabella
Francisco Aguabella (Matanzas, Cuba, 10 de octubre de 1925 – Los Ángeles, California, 7 de mayo de 2010) fue un percusionista cubano de jazz latino, música afrocubana y rock latino.

## Historial
Aguabella dejó Cuba, a mediados de la década de 1950, para actuar con Katherine Dunham en la película de Shelley Winters Mambo, rodada en Italia. Después de una gira de conciertos con Katherine Dunham, se trasladó a Estados Unidos, para tocar con Peggy Lee, durante siete años. Aguabella formó parte del grupos de percusionistas cubanos que se asentaron en la escena norteamericana del jazz, en los años 1940-50, entre los que estaban Chano Pozo, Mongo Santamaria, Armando Peraza, Julito Collazo, Carlos Vidal Bolado y Modesto Durán. a lo largo de su carrera, Aguabella actuó en Europa, Australia, América del Sur y EE. UU. (incluida la Casa Blanca), realizando un gran número de grabaciones con distintos músicos..
Entre otros músicos de jazz, Aguabella trabajó con Dizzy Gillespie, Tito Puente, Mongo Santamaria, Frank Sinatra, Eddie Palmieri, Cachao, Lalo Schifrin, Cal Tjader, Nancy Wilson, Poncho Sánchez o Bebo Valdés. Protagonizó dos documentales, "Sworn to the Drum" del cineasta Les Blank, y  "Aguabella" del actordirector Orestes Matacena (The Mask, Bitter Sugar). También ha sido habitual, junto con su banda, en programas de televisión (The Orlando Jones Show, en FX TV, por ejemplo).
En los años 1970, formó parte, primero de la banda de rock latino Santana (1969-1971), y a partir de 1973,  del grupo de jazz rock, Malo, liderado por Jorge Santana. Su especialidad fueron las congas y los tambores Batá, desarrollando además una importante labor docente.  En 1992, ganó el National Heritage Fellowship de la National Endowment for the Arts.  Se instaló en Los Ángeles, California, dando clases para especialistas en la UCLA.
Falleció en 2010, de cáncer.

## Discografía seleccionada

### Como líder
- 1962: " Dance The Latin Way
- 1977: Hitting Hard (Epsilon)
- 1993: Oriza: Santería, Religión Afrocubana (Cubop/Ubiquity Records)
- 1999: Agua de Cuba (Cubop)
- 1999: H2O  (Cubop)
- 2002: Cubacan  (Cubop)
- 2002: Cantos a los Orishas (Pimienta Records)
- 2004: Ochimini  (Cubop)

### Como colaborador
Con The Doors
- Other Voices (1971)

Con Paul Simon
- The Rhythm of the Saints (1990)

## Filmografía
- 1954 — Mambo
- 1985 — Sworn to the Drum: A Tribute to Francisco Aguabella (dirigido por Les Blank[3])